# Ariel Holan
Ariel Enrique Holan (Lomas de Zamora, 14 settembre 1960) è un allenatore di calcio argentino, tecnico del Rosario Central.

## Palmarès

### Competizioni internazionali
- Coppa Sudamericana: 1

Independiente: 2017
- Coppa Suruga Bank: 1

Independiente: 2018